# Eishockey-Regionalliga 2025/26
In der Saison 2025/26 sind die Regionalligen Nord, Ost und West sowie diesen gleichgestellt die Baden-Württemberg- und Bayernliga die vierthöchsten Ligenstufen im deutschen Eishockey.

## Regionalliga Nord
Die Regionalliga Nord für Mannschaften aus Niedersachsen, Hamburg, Bremen, Schleswig-Holstein und Mecklenburg-Vorpommern wird federführend vom Landeseissportverband Niedersachsen (NEV) für den sogenannten Nordverbund, bestehend aus den Landesverbänden der beteiligten Bundesländer, durchgeführt.

### Teilnehmer
Meister EC Harzer Falken verzichtete auf den Aufstieg in die Oberliga Nord. Die Teilnehmer bleiben zur Vorsaison unverändert.
- EC Harzer Falken (Titelverteidiger)
- TuS Harsefeld Tigers
- Weserstars Bremen
- Adendorfer EC
- Hamburger SV
- Sande Jadehaie
- Salzgitter Icefighters
- Beach Devils Timmendorfer Strand
- Crocodiles Hamburg

## Regionalliga Ost
Die Regionalliga Ost umfasst Mannschaften der Bundesländer Berlin, Sachsen, Sachsen-Anhalt, Thüringen und seit 2023 auch eine Mannschaft aus Hessen (Luchse Lauterbach). Ausrichter ist der Sächsische Eissportverband.

### Teilnehmer
Absteiger aus der Oberliga Nord oder Aufsteiger aus den Landesligen gab es nicht. Meister FASS Berlin verzichtete auf den Aufstieg in die Oberliga Nord. ES Weißwasser zog seine U23-Mannschaft zurück, sodass sieben Teilnehmer verbleiben.
- FASS Berlin (Titelverteidiger)
- Eisbären Juniors Berlin
- Chemnitz Crashers
- ESC Dresden 1b
- Luchse Lauterbach
- Schönheider Wölfe
- Tornado Niesky

## Regionalliga West
Nachdem der Eishockeyverband Nordrhein-Westfalen (EHV-NRW) die Regionalliga zwei Jahre lang nur noch für Mannschaften aus Nordrhein-Westfalen ausgerichtet hatte, gibt es nun auch wieder einen Teilnehmer aus Rheinland-Pfalz.

### Teilnehmer
Meister Ratinger Ice Aliens ist nicht aufgestiegen. Die Moskitos Essen aus der Oberliga Nord mussten Insolvenz anmelden und gehen nun in der Regionalliga unter dem Namen Eagles Essen-West an den Start. Nach zwei Jahren in der Central European Hockey League wechseln die Diez-Limburg Rockets zurück in die Regionalliga. Nicht mehr dabei sind die Bergisch Raptors Solingen und der EHC Troisdorf Dynamite.
- Ratinger Ice Aliens (Titelverteidiger)
- Bergisch Gladbach Realstars
- Diez-Limburg Rockets (N)
- TuS Wiehl Penguins
- Eisadler Dortmund
- Neusser EV
- Grefrath Phoenix
- Eagles Essen-West
- GSC Moers
- Grizzlys Bergkamen
- Dinslakener Kobras

## OsWeNo-Pokal
Der erstmals ausgetragene OsWeNo-Pokal wird von den Landesverbänden Sachsen, Nordrhein-Westfalen, Niedersachsen und Berlin organisiert und steht Mannschaften der Regionalligen Ost, West und Nord offen.

### Teilnehmer
Es meldeten sich neun Teilnehmer.
| Aus der Regionalliga Ost: - FASS Berlin - Chemnitz Crashers - Luchse Lauterbach | Aus der Regionalliga West: - EG Diez-Limburg - Eisadler Dortmund | Aus der Regionalliga Nord: - Adendorfer EC - Crocodiles Hamburg - EC Harzer Falken - CE Timmendorfer Strand |

### Modus
Zunächst wird bis Jahresende eine Gruppenphase mit Hin- und Rückspielen ausgetragen. Die Gruppen wurden geographisch gegliedert. Die Gruppensieger und der beste Gruppenzweite qualifizieren sich für das Halbfinale, das wie das Finale in Hin- und Rückspiel ausgetragen wird. Zwei Teilnehmer aus derselben Gruppe können im Halbfinale nicht aufeinander treffen.

### Gruppenphase

#### Gruppe A
|    | Mannschaft        | Sp | S3 | S2 | N1 | N0 | Tore | Diff. | Pkte |
| -- | ----------------- | -- | -- | -- | -- | -- | ---- | ----- | ---- |
| 1. | Luchse Lauterbach | 0  | 0  | 0  | 0  | 0  | 0:0  | 0     | 0    |
| 2. | EG Diez-Limburg   | 0  | 0  | 0  | 0  | 0  | 0:0  | 0     | 0    |
| 3. | Adendorfer EC     | 0  | 0  | 0  | 0  | 0  | 0:0  | 0     | 0    |

Abkürzungen: Sp = Spiele, S3 = Siege, S2 = Siege nach Verlängerung oder Penaltyschießen, N1 = Niederlagen nach Verlängerung oder Penaltyschießen, N0 = Niederlagen
Qualifiziert fürs Halbfinale mögliche Qualifikation fürs Halbfinale

#### Gruppe B
|    | Mannschaft        | Sp | S3 | S2 | N1 | N0 | Tore | Diff. | Pkte |
| -- | ----------------- | -- | -- | -- | -- | -- | ---- | ----- | ---- |
| 1. | Chemnitz Crashers | 0  | 0  | 0  | 0  | 0  | 0:0  | 0     | 0    |
| 2. | Eisadler Dortmund | 0  | 0  | 0  | 0  | 0  | 0:0  | 0     | 0    |
| 3. | EC Harzer Falken  | 0  | 0  | 0  | 0  | 0  | 0:0  | 0     | 0    |

Abkürzungen: Sp = Spiele, S3 = Siege, S2 = Siege nach Verlängerung oder Penaltyschießen, N1 = Niederlagen nach Verlängerung oder Penaltyschießen, N0 = Niederlagen
Qualifiziert fürs Halbfinale mögliche Qualifikation fürs Halbfinale

#### Gruppe C
|    | Mannschaft             | Sp | S3 | S2 | N1 | N0 | Tore | Diff. | Pkte |
| -- | ---------------------- | -- | -- | -- | -- | -- | ---- | ----- | ---- |
| 1. | FASS Berlin            | 0  | 0  | 0  | 0  | 0  | 0:0  | 0     | 0    |
| 2. | CE Timmendorfer Strand | 0  | 0  | 0  | 0  | 0  | 0:0  | 0     | 0    |
| 3. | Crocodiles Hamburg     | 0  | 0  | 0  | 0  | 0  | 0:0  | 0     | 0    |

Abkürzungen: Sp = Spiele, S3 = Siege, S2 = Siege nach Verlängerung oder Penaltyschießen, N1 = Niederlagen nach Verlängerung oder Penaltyschießen, N0 = Niederlagen
Qualifiziert fürs Halbfinale mögliche Qualifikation fürs Halbfinale

## Baden-Württemberg-Liga
Die Baden-Württemberg-Liga umfasst das Gebiet des Bundeslandes Baden-Württemberg. Ausrichter ist der Eissport-Verband Baden-Württemberg. Traditionell nimmt auch der EHC Zweibrücken aus Rheinland-Pfalz an der Liga teil.

### Teilnehmer
Absteiger aus der Oberliga Süd gab es nicht. Meister Baden Rhinos Hügelsheim hat auf sein Aufstiegsrecht verzichtet. Wegen Wiedereinführung der Landesliga Baden-Württemberg, wird die Baden-Württemberg-Liga in dieser Saison nur noch mit acht Teams ausgetragen.
| - Pforzheim Bisons - Maddogs Mannheim - Black Eagles Reutlingen - HEC Eisbären Heilbronn | - Schwenninger Fire Wings - EHC Zweibrücken Hornets - SC Bietigheim-Bissingen 1b - Baden Rhinos Hügelsheim (M) |

(M) = Meister/Titelverteidiger, (N) = Neu in der Liga (Aufsteiger)

## Bayernliga
Die Eishockey-Bayernliga 2025/26 wird vom Bayerischen Eissport-Verband ausgerichtet und ist die 58. Austragung dieser Liga.

### Teilnehmer
Absteiger aus der Oberliga gab es nicht. Der ESV Burgau stieg als Meister der Landesliga Bayern auf. Nicht mehr dabei ist der Bayernligameister und Aufsteiger TSV Erding. Da es keine Absteiger aus der Oberliga gab, konnte der EC Pfaffenhofen als Nachrücker in der Liga verbleiben.
- ESV Buchloe
- EV Dingolfing
- ERSC Amberg
- ESC Kempten
- HC Landsberg
- EA Schongau
- TEV Miesbach
- EHC Klostersee
- TSV Peißenberg
- ESV Burgau (N)
- ERV Schweinfurt
- VfE Ulm/Neu-Ulm
- EHC Waldkraiburg
- EC Pfaffenhofen
- EHC Königsbrunn
- ESC Riverrats Geretsried

(M) = Meister/Titelverteidiger, (N) = Neu in der Liga